# 학교안전공제중앙회
학교안전공제중앙회(學校安全共濟中央會, School Safety and Insurance Federation, 약칭 SSIF)는 사고 없는 학교를 만들어 학생들이 밝고 명랑하게 학업에 충실하고, 선생님은 본연의 교육활동에 전념할 수 있는 학교안전망을 구축하기 위하여 학교안전법 「학교안전사고 예방 및 보상에 관한 법률」제28조에 의해 교육부장관이 설립한 공공기관이다. 서울특별시 영등포구 국회대로 74길 4 KC타워 7층,8층에 위치하고 있다.

## 설립 근거
- 학교안전사고 예방 및 보상에 관한 법률 제28조[1]

## 주요 사업
1. 학교안전사고 예방정책 수립을 위한 조사·연구
- 학교안전사고 예방 실태조사 / 안전교육자료 개발 및 각종 연수 실시
2. 공제제도 및 공제급여 지급기준 등에 대한 조사·연구
- 학교안전 관련 법령 개정안 검토 및 의견 제출
3. 중앙회 공제사업 추진
- 대학안전공제사업 / 재외한국학교안전공제 / 학교배상책임공제 / 청소년활동안전공제사업
4. 교육부 정책 연계사업 지원
- 대학안전관리계획, 대학 정보공시, 학교안전강화사업 등 교육부 정책사업 수행
5. 시·도 학교안전공제회 업무지원
- 법률 자문 / 직원 교육 및 공제급여 관리시스템 등 전산시스템 운영
6. 각종 위원회 운영
- 학교안전공제보상재심사위원회 / 상담지원 등에 대한 자문위원회 운영

## 연혁
- 2007년 9월 20일 학교안전공제중앙회 설립
- 2007년 9월 21일 초대 양희산 이사장 취임
- 2009년 9월 1일 학교배상책임 / 학교기숙사 / 청소년활동 안전공제사업 시행
- 2010년 4월 1일 재외한국학교 안전공제사업 시행
- 2012년 2월 1일 학교안전콜센터 구축(1688-4900)
- 2015년 3월 1일 학교안전정보센터 구축
- 2016년 1월 2일 공제급여 부정수급 신고센터 운영
- 2019년 9월 4일 학교안전교육 전문기관 지정사업 수행
- 2020년 3월 1일 학생안전체험교육시설 설립·운영 지원 사업 시행
- 2021년 5월 4일 대학정보공시 사업 수행기관 지정
- 2022년 10월 18일 대학 안전사고 보상공제 사업 시행
- 2023년 5월 12일 제6대 정훈 이사장 취임

## 조직

### 이사장
- 이사회
- 보상재심사위원회
- 학교안전자문위원회
- 상담지원등에 관한 자문위원회

#### 사무총장
- 기획총괄실
- 경영관리국
- 대외협력국
- 예방사업국
- 공제사업국
- 학교안전사고예방연구원